# 僕のすべて
「僕のすべて」（ぼくのすべて）は、WEAVERの楽曲。同バンドの9作目の配信限定シングルとして、2018年1月22日にA-Sketchからリリースされた。

## 概要
前作『夢を繋いで』以来約5年ぶりのリリースとなる。
JAL浪漫旅行2017 沖縄 「結婚」篇"テーマ・ソングに起用されており、本作を使用した映像はYouTubeにて200万回再生を突破している。映像の200万回再生突破の記念に本作が配信リリースされた。

## 収録内容
| 全作詞・作曲: 杉本雄治、全編曲: WEAVER。 |                |          |            |      |
| #                                        | タイトル       | 作詞     | 作曲・編曲 | 時間 |
| 1.                                       | 「僕のすべて」 | 杉本雄治 | 杉本雄治   | 4:12 |
| 合計時間:                                | 合計時間:      | 4:12     |            |      |